# Port de Tianjin
Le port de Tianjin (en mandarin simplifié : 天津港) est un port situé dans le Nouveau district de Binhai à l'embouchure du fleuve Hai He, dans la baie de Bohai. C'est le plus grand port du nord de la Chine et son hinterland derrière Tianjin inclut toute la zone urbaine de Beijing. C'est d'ailleurs l'un des points de départ orientaux de la nouvelle route de la soie.

## Histoire
En 2007, il a fait partie des cinq plus grands ports de Chine et des vingt plus grands ports du monde.
En 2011, 450 millions de tonnes de marchandises et 11,5 millions d'EVP ont transité dans le port. En 2011, il est ainsi le 5e plus grand port de marchandise en tonnage, et le 11e en termes de conteneurs.
Le 12 août 2015 vers 18 h 30, une importante explosion a lieu dans un entrepôt chimique basé au Nouveau district de Binhai, une zone de développement économique sous la juridiction de la municipalité de Tianjin. La série d'explosions, ressentie à plusieurs kilomètres aux alentours, fait au moins 173 morts.

## Organisation

Schéma du port en 2011.